# 2011 في نيوزيلندا
فيما يلي قوائم الأحداث التي وقعت خلال عام 2011 في نيوزيلندا.

## أحداث
- 22 فبراير – زلزال كانتربري 2011

## سياسة

### انتهاء فترة المنصب
- 14 ديسمبر – بيل إنجليش Minister for Infrastructure (New Zealand) [الإنجليزية]‏.

## وفيات

### أغسطس
- 7 أغسطس – نانسي ويك (مواليد 1912)

### أكتوبر
- 23 أكتوبر – فرانك هولمز (مواليد 1924) اقتصادي نيوزيلندي.